# Manuel Bulnes
Manuel Bulnes, čilenski general, * 1799, † 1866.
Bil je predsednik Čila med letoma 1828 in 1831.
1. 1 2  SNAC — 2010.
2. 1 2  Find a Grave — 1996.
3. ↑  Roglo — 1997.